# 延内特·扬森
延内特·扬森（荷蘭語：Jennette Jansen，1968年4月17日—），荷兰女子篮球、自行车、田径运动员。她曾代表荷兰参加1988年、1992年、1996年、2000年、2004年、2016年和2020年夏季残疾人奥林匹克运动会，获得四枚金牌、三枚银牌和三枚铜牌。